# Bušeča vas
Bušeča vas – wieś w Słowenii, w gminie Brežice. W 2018 roku liczyła 137 mieszkańców.